# The Sisterhood
The Sisterhood é um filme de Horror lançado em 2004, dirigido pelo estadunidense David DeCoteau .

## Sinopse
Cristine e Reagan são duas jovens que se conhecem quando começam a dividir um dormitório na universidade. Cristine é estudiosa e está se recuperando de uma tragédia em sua família, enquanto Reagan nunca deixa as aulas atrapalharem sua diversão. Pensando que Cristine precisa ter uma vida social melhor, Reagan a convence a ir a uma festa da irmandade Beta Alpha Tau. As duas ficam impressionadas com o lugar, em especial com o líder do grupo, Devin, e são convidadas a se juntar à ela. Porém, a Srt. Masters, que dá aulas sobre o paranormal, acredita que a irmandade é o centro de atividade sobrenatural no campus e pede que Cristine a mantenha informada dos acontecimentos da casa. Não demora muito para Cristine descobrir que os medos de sua professora estavam corretos.